# Massimo Bonini
Massimo Bonini (Ciudad de San Marino, San Marino, 13 de octubre de 1959) es un exfutbolista y entrenador sanmarinense que se desempeñaba como centrocampista.
Desarrolló toda su trayectoria como futbolista en el fútbol italiano, principalmente en la Juventus y en el Bologna, donde se retiró con 33 años. Ganó ocho títulos con la Juventus en los años ochenta incluyendo a nivel continental una Recopa de Europa, una Copa de Europa, una Supercopa de Europa y una Copa intercontinental, y es recordado por formar una eficaz pareja en el centro del campo juventino con el francés Michel Platini.
Fue internacional sub-21 con Italia (en 6 ocasiones) y absoluto con San Marino (en 19 ocasiones), además es considerado el mejor futbolista en la historia de su país. Entre 1996 y 1998 fue seleccionador nacional de San Marino.

## Trayectoria

### Comienzos
Apodado «El maratoniano», nació en San Marino el 13 de octubre de 1959. Debutó en el Bellaria Igea en la campaña 1977-78. Al año siguiente pasó al F.C. Forlì y en 1979 fue traspasado al A.C. Cesena donde destacó y contribuyó al ascenso del club a la Serie A en 1981.

### Paso a la Juventus y éxito
Ese mismo año (1981) ingresó en las filas de la Juventus F. C., donde pronto fue considerado como el sucesor de Giuseppe Furino. Su debut en Serie A con la camiseta de la Juve, a los 24 años de edad, se produjo el 13 de septiembre de 1981, en un Juventus 6-1 Cesena, su antiguo club.
En 1983 recibió el Trofeo Bravo al futbolista joven más prometedor del fútbol europeo, un galardón que han recibido entre otros Marco van Basten, Emilio Butragueño, Patrick Kluivert, Ronaldo y Alessandro Del Piero.
Es hasta hoy, el único jugador de su país en conquistar logros internacionales, incluyendo una Copa de Europa y una Copa Intercontinental, permaneciendo en las filas del club durante siete temporadas.

### Últimos años y retiro
En 1988, tras 296 partidos jugados, seis goles a su favor y 8 títulos (3 Scudettos, 1 Copa Italia, 1 Copa de Europa, 1 Recopa de Europa, 1 Supercopa de Europa y una Copa Intercontinental) con la Juve, pasa a las filas del Bologna, donde se retira como jugador en 1992 a sus 33 años.

## Selección nacional
Bonini fue internacional sub-21 en seis ocasiones con Italia (San Marino en ese tiempo no estuvo afiliado a la UEFA) pero luego tuvo problemas al ser considerado extranjero. Una vez reconocido San Marino por la UEFA, renunció a la sub-21 italiana para jugar por su país natal en 1990, con quien debutó ya con 31 años, en el ocaso de su carrera. Disputó un total de 19 partidos con la selección sanmarinense, aunque no convirtió ningún gol.
Considerado el mejor jugador de la historia de su país, fue nombrado por su Federación Nacional como Jugador de Oro ante la UEFA en el año 2004.

## Estilo de juego
Bonini era un mediocampista box-to-box duro, enérgico y versátil, que fue desplegado con frecuencia como centrocampista central o centrocampista defensivo durante su etapa en la Juventus. Aunque este puesto no le proporcionó la libertad de contribuir ofensiva o creativamente que había poseído en su carrera inicial, se destacó en su nuevo papel como ganador de la pelota, y al romper las jugadas de la oposición, debido a su inteligencia táctica, trabajo-velocidad y sentido posicional, apoyando defensivamente a sus compañeros de equipo más creativos, como Michel Platini, junto a Marco Tardelli.
Era conocido en particular por su ritmo y resistencia, lo que le valió el apodo de "Pulmones de Platini", debido a su exitosa asociación en el centro del campo con el francés.

## Carrera como entrenador
Después de su retiro, Bonini también sirvió brevemente como entrenador del equipo nacional de fútbol de San Marino, desde el 2 de junio de 1996 hasta el 10 de septiembre de 1997.

## Clubes

### Como futbolista
| Club           | País       | Año         |
| -------------- | ---------- | ----------- |
| Bellaria Igea  | San Marino | 1977 - 1978 |
| F. C. Forlì    | Italia     | 1978 - 1979 |
| A. C. Cesena   | Italia     | 1979 - 1981 |
| Juventus F. C. | Italia     | 1981 - 1988 |
| Bologna F. C.  | Italia     | 1988 - 1992 |

### Como entrenador
| Selección               | País       | Año         |
| ----------------------- | ---------- | ----------- |
| Selección de San Marino | San Marino | 1996 - 1998 |

## Palmarés

### Como futbolista

#### Campeonatos nacionales
| Título      | Club           | País   | Año     |
| ----------- | -------------- | ------ | ------- |
| Serie A     | Juventus F. C. | Italia | 1981-82 |
| Copa Italia | Juventus F. C. | Italia | 1982-83 |
| Serie A     | Juventus F. C. | Italia | 1983-84 |
| Serie A     | Juventus F. C. | Italia | 1985-86 |

#### Copas internacionales
| Título                | Club           | Sede    | Año     |
| --------------------- | -------------- | ------- | ------- |
| Recopa de Europa      | Juventus F. C. | Suiza   | 1983-84 |
| Supercopa de la UEFA  | Juventus F. C. | Italia  | 1984    |
| Liga de Campeones     | Juventus F. C. | Bélgica | 1984-85 |
| Copa Intercontinental | Juventus F. C. | Japón   | 1985    |

#### Distinciones individuales
| Distinción   | Año  |
| ------------ | ---- |
| Trofeo Bravo | 1983 |